# Huanghe juelian
Huanghe juelian (bra Amor do Rio Amarelo) é um filme chinês de 1999, um drama de guerra dirigido por Feng Xiaoning.
Foi selecionado como representante da China à edição do Oscar 2000, organizada pela Academia de Artes e Ciências Cinematográficas.[carece de fontes?]

## Sinopse
Cinquenta anos depois de ter sido prisioneiro de chineses durante a Segunda Guerra Mundial, piloto aposentado dos EUA volta à região do Rio Amarelo onde foi resgatado por soldados chineses depois que seu avião fora abatido.